# Bliss (Bild)
Koordinaten: 38° 14′ 57″ N, 122° 24′ 36,4″ W

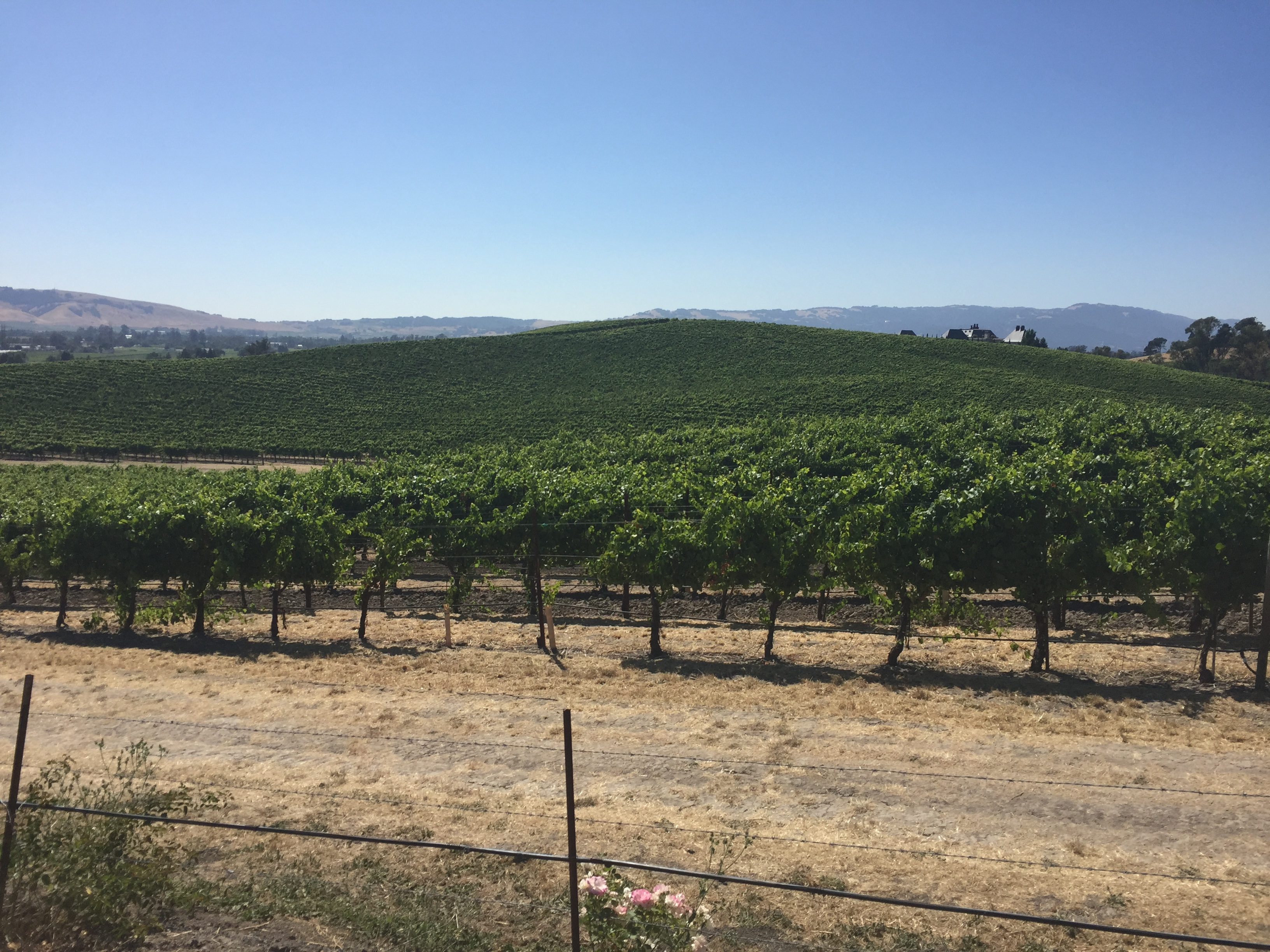
Der Hügel von Bliss im kalifornischen Weinanbaugebiet von Sonoma County, hier in einer Aufnahme vom Juli 2017.

Bliss (englisch Wonne, Glück) ist ein Bild, das als Standard-Hintergrund des Windows-XP-Desktops (Benutzeroberfläche „Luna“) dient. Die für die deutsche Fassung von Windows XP verwendete Bezeichnung des Hintergrundbilds lautet Grüne Idylle.

Histogramm der Farben von Bliss

Der ehemalige National-Geographic-Fotograf Charles O’Rear (* 1941) nahm das Bild im Januar 1996 im kalifornischen Weinanbaugebiet von Sonoma County in der Nähe von Napa mit einer Mamiya RZ67 auf Fuji Velvia auf. Es zeigt einen ursprünglich für den Weinanbau genutzten Hügel, der wegen Phylloxera-Befalls mit Gras bedeckt war. Das Originalbild, welches für Windows XP verwendet wird, wurde laut O’Rear nicht digital nachbearbeitet.
Es inspirierte die Werbekampagne zur Einführung von Windows XP, da die positiv besetzten, dominierenden Blau- und Grün-Töne den Farben des Produkts entsprachen.
Die Künstlergruppe Goldin+Senneby nahm zehn Jahre später das inzwischen veränderte Motiv noch einmal auf und zeigte ihr Werk After Microsoft erstmals 2007 in Paris.